# 延斯·芬克-延森

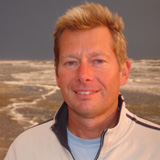
延斯·芬克-延森

延斯·芬克－延森（丹麥文：Jens Fink-Jensen，1956年12月19日—），丹麦作家、抒情诗人、摄影家和作曲家。
1975年6月4日在《信息报》首次发表纯文学作品小说《一九九五年六月》，1976年在《麦粒》杂志第1期上首次发表抒情诗四首。1981年10月19日出版第一本诗集《一只眼睛里的世界》。1986年6月5日出版短篇小说集《野兽》，1994年出版儿童文学《约拿斯和海螺》。
1976年，延斯·芬克－延森毕业于Herlufsholm寄宿学校现代文科班，随后服兵役并在皇家近卫军接受指挥官训练。1986年毕业于丹麦皇家艺术研究院建筑学院，获建筑硕士学位，并于1997年毕业于同校多媒体设计专业。
作为围绕在《麦粒》杂志编辑 Poul Borum周围的八十年代诗人群体创始人之一，延斯·芬克－延森在1980年和诗人Michael Strunge等在哥本哈根组织安排了世代宣言活动：“八十年代来了！” 
延斯·芬克－延森和其他多媒体抒情诗人，Fredrik Mellqvist，萨克风演奏家Jens Severin一同登台，在学校、节日等场合表演自己的诗歌作品朗诵、幻灯片、电子合成器音乐等。
延斯·芬克－延森还举行过摄影作品展览《南方之舟》、《北京的面孔》，诗歌摄影展览《词画》，以及关于写作素材的配乐幻灯片《看世界》等。
1999年出版阿拉伯文版诗歌集《近距离》（Jamal Jumas译，马德里Alwah出版社），此前在Al-Quds Al-Arabi日报（伦敦，1996），阿曼的Nizwa杂志发表过诗歌作品。

## 作品目录
- 《一只眼睛里的世界》，诗集，1981年
- 《悲途》，诗集，1982年
- 《绞刑架下的舞蹈》，诗集，1983年
- 《野兽》，小说集，1986年
- 《近距离》，诗集，1988年（阿拉伯文版1999年出版）
- 《约拿斯和海螺》，儿童文学，1994年（Mads Stage插图）
- 《变幻之海》，诗集，1995年
- 《约拿斯和天上的帐篷》，儿童文学，1998年（Mads Stage插图）
- 《一切都是孔洞》，诗集，2002年
- 《我心之南》，精选爱情诗百首，诗集，2005年